# 静物画

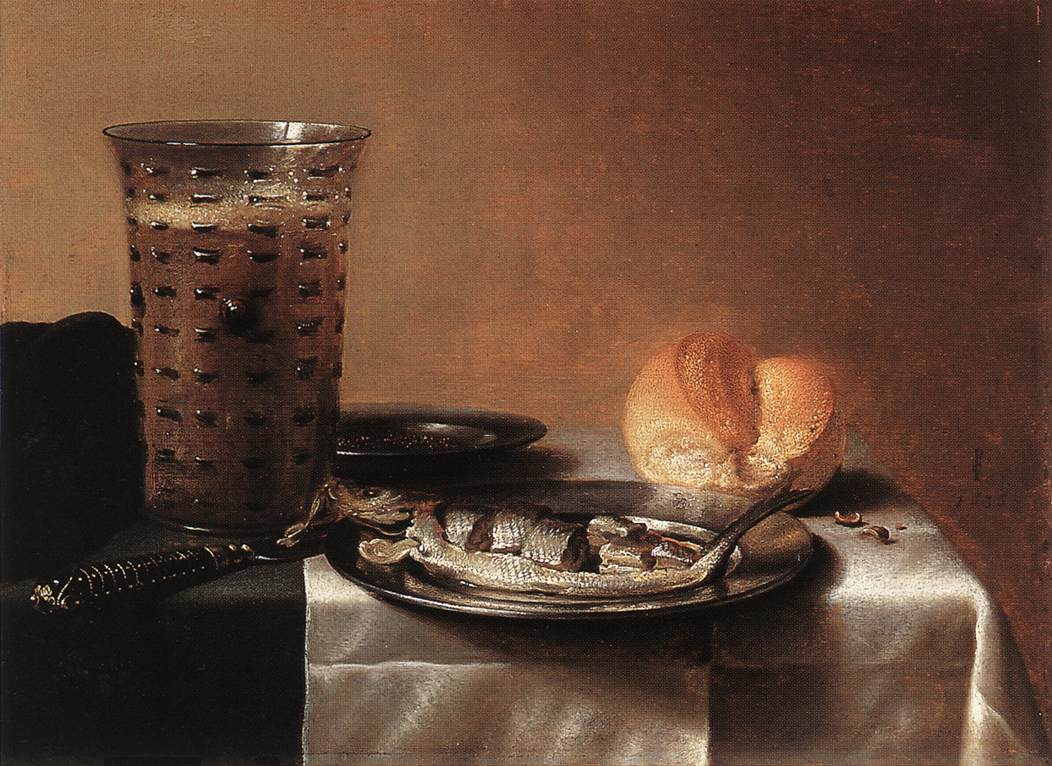
ピーテル・クラースゾーン『鰊のある静物』

静物画（せいぶつが、英: Still life）は、西洋画のジャンルの一つで、静止した自然物（花、頭蓋骨、狩りの獲物、貝殻、野菜、果物、台所の魚など）や人工物
（ガラス盃、陶磁器、パン、料理、楽器、パイプ、本など）を対象とする。
これらを描く画家は、対象物を自らの美的感性に基づいて自由に配列し、画面を構成していると考えられる。
静物画は細分すると、コレクション画、花束、ヴァニタス、朝食画・晩餐画、台所画などのカテゴリーがある。
ヴァニタス（はかなさ）の絵画というのは、瓶の中に活けてある花たち、燃えているロウソク、漂うシャボン玉、懐中時計や頭蓋骨、伝道の書の一部（「空の空なるかな...」で始まる）、朽ちていく本などを描き、この世の無常さを表すものである。このような寓意的な要素を含んだ静物画は、17世紀までには多く、静物画と宗教画・寓意画の両面をもつ。
朝食画・晩餐画は、豪華な料理や食器がセットされたテーブルを描くもので人物は描かない。台所画は台所のテーブルに魚介、鳥、野菜、果物、食器などがのっている情景を描く。コレクション画は、高価で貴重な器物のコレクションを並べた情景を描写し、富を誇示する。

## 歴史
古代ローマ帝国、紀元1世紀のポンペイ遺跡から高さ90cm以上の大きな静物画の壁画が複数出土しているので当時から静物画が制作されていた事が分かる。ただ、この伝統はローマ帝国の崩壊とともに一旦中断する。
西欧の静物画は、15世紀の宗教画の一部や豪華本挿絵の一部（例、エンゲルベール　ファン　ナッサウの時祷書、1490年頃）から発達した。ヤン・ファン・アイクのヘントの祭壇画（聖バボ聖堂、ヘント）外翼（1432年）にはタオル、水盤などの日常的な静物が描かれている。独立した静物画として最古の作品はハンス・メムリンク『若い男の肖像』（ティッセン＝ボルネミッサ美術館、マドリード）の裏面に描かれた『花瓶の花』（1490年頃）である。ただし、百合は聖母の純潔の象徴であり、花瓶にはキリストの頭文字が入っているので、宗教画との中間的存在である。
純粋な静物画は1600年前後にベルギー、オランダとイタリア、スペインで同時に制作され始め、特にオランダではプロテスタントの信仰のため宗教画や神話画の需要が少なく、静物画が風俗画、肖像画、風景画とともに絵画の主流となった。
ベルギーでヤン・ブリューゲル (父)（1568年? - 1625年）が「花瓶の花」というジャンルを開拓し、弟子ダニエル・セーヘルス（1590年 - 1661年）が技術的に大成した。また、狩りの獲物の描写に優れるアレクサンドル・アドリアンセン（1587年 - 1661年）などが輩出し、専門画家でないがフランス・スナイデルス（1579年 - 1657年）も台所画を多数制作している。一方、オランダでは、17世紀に、ウィレム・クラースゾーン・ヘーダ（1594年 - 1680年）、ピーテル・クラースゾーン（1597年 - 1661年）ヤン・ダーフィッツゾーン・デ・ヘーム（1606年 - 1684年）、クララ・ペーテルス（1594年 - 1657年以後）、フロリス・ファン・スコーテン（1590年? - 1656年）、ウィレム・ファン・アールスト（1626年? - 1683年）、コルネリス・デ・ヘーム （1631年 - 1695年）、ウィレム・カルフ（1622年 - 1693年）など、多数の静物画専門の画家が輩出し、高度な細密描写技術をみせる多量の迫真的作品を遺している。

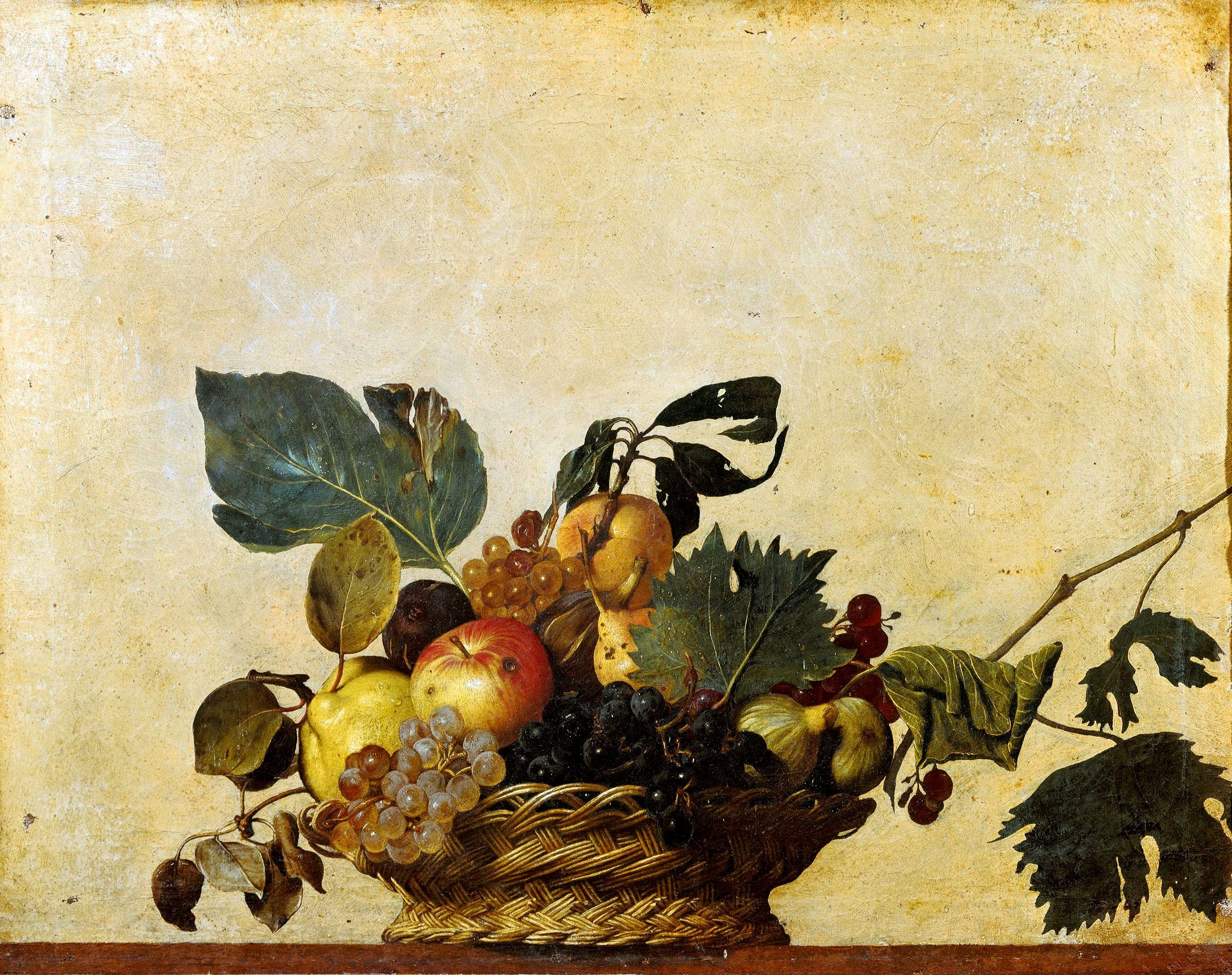
カラヴァッジョ『果物籠』

イタリアでは、カラヴァッジョが『果物籠』（アンブロジアーナ図書館、ミラノ、1597-1600年頃）を描き、静物画を開拓したが、絵画の主流とはならなかった。細密画家出身の女性画家（フェーデ・ガリツィア〈1578年ごろ - 1630年ごろ〉、ジョヴァンナ・ガルゾーニ〈1600年 - 1670年〉）と楽器画で有名なエヴァリスト・バスケニス（1617年? - 1677年）がでている。
スペインでは、専門画家として修道士画家サンチェス・コターン（1561年 - 1627年）が台所画という分野を開拓した。後、18世紀にはルイス・メレンデス（1716年 - 1780年）の台所画が注目される。
フランスの17世紀の静物画は、ストラスブールで活動したセバスティアン・ストッスコップフ（1597年 - 1657年）の作品があるが、総じてオランダ・ベルギーの影響下にあり、18世紀のシャルダン（1699年 - 1779年）によって、独自性が発揮され始める。
19世紀以降印象派の静物画では、アンリ・ファンタン＝ラトゥール（1836年 - 1904年）オディロン・ルドン（1840年 - 1916年）の作品が有名である。また、セザンヌ、フィンセント・ファン・ゴッホも独自の静物画を遺している。
20世紀では、ジョルジョ・モランディ（1890年 - 1964年）の静物画、1970年代のハイパーリアリズムの静物画も注目される。

## ギャラリー

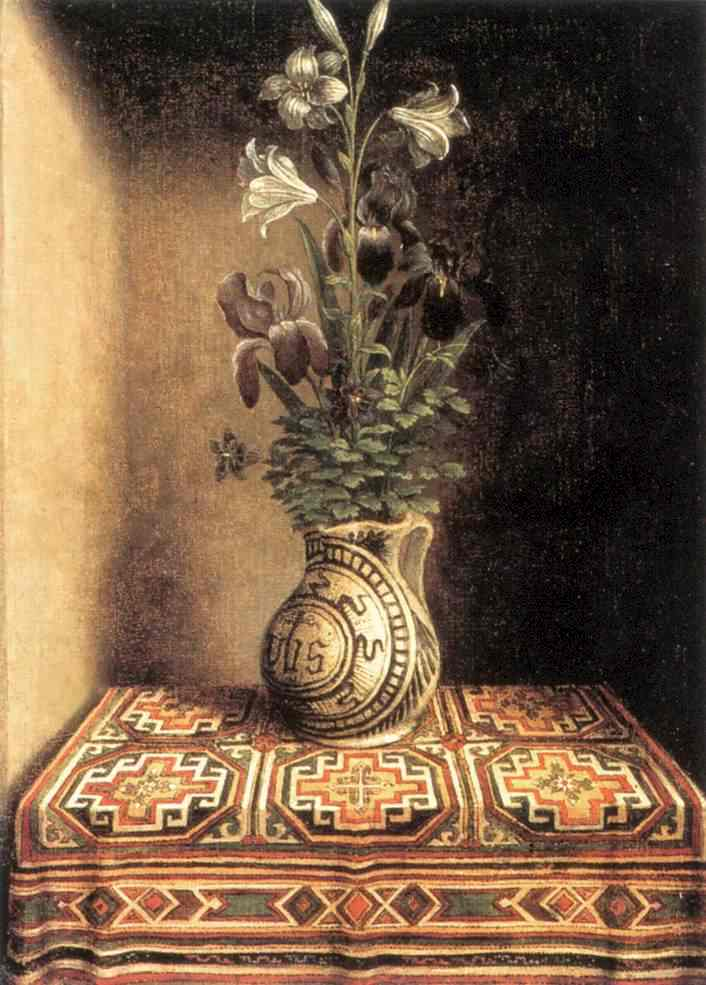
ハンス・メムリンク 『花瓶の花』（1490年頃）
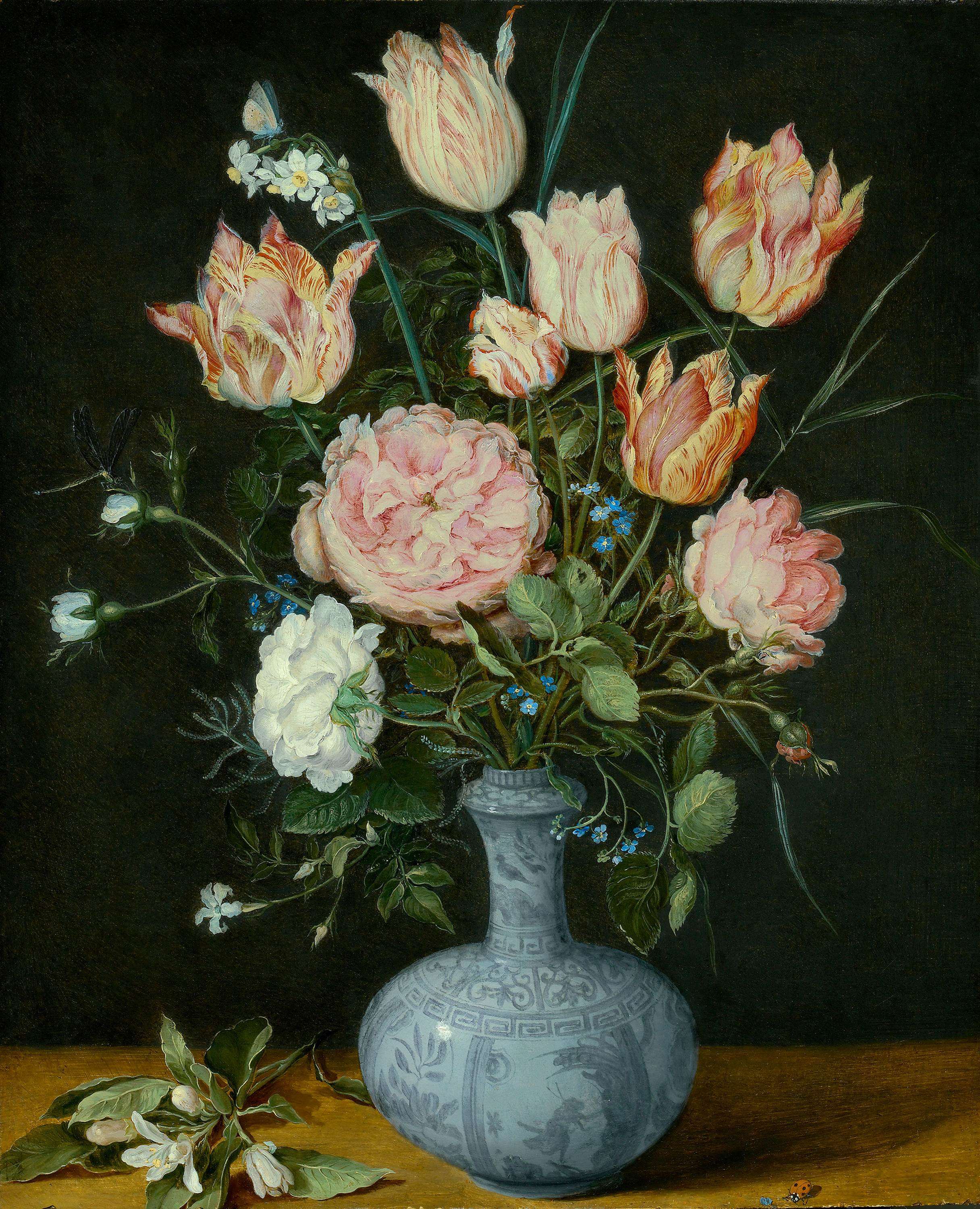
ブリューゲル (父) 『中国の花瓶と花』（1610年頃）
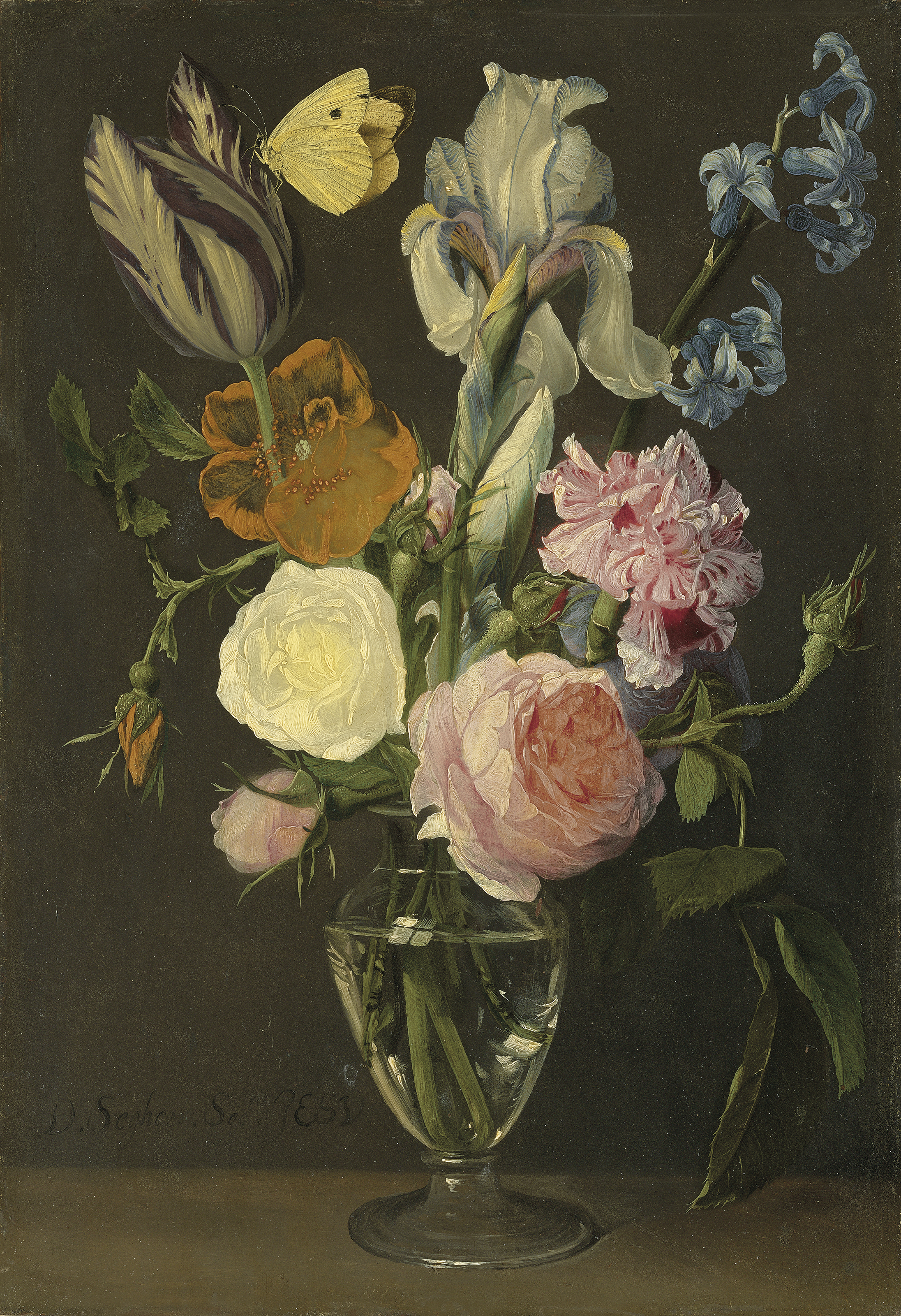
ダニエル・セーヘルス 『ガラスの花瓶の花』（1650年頃）
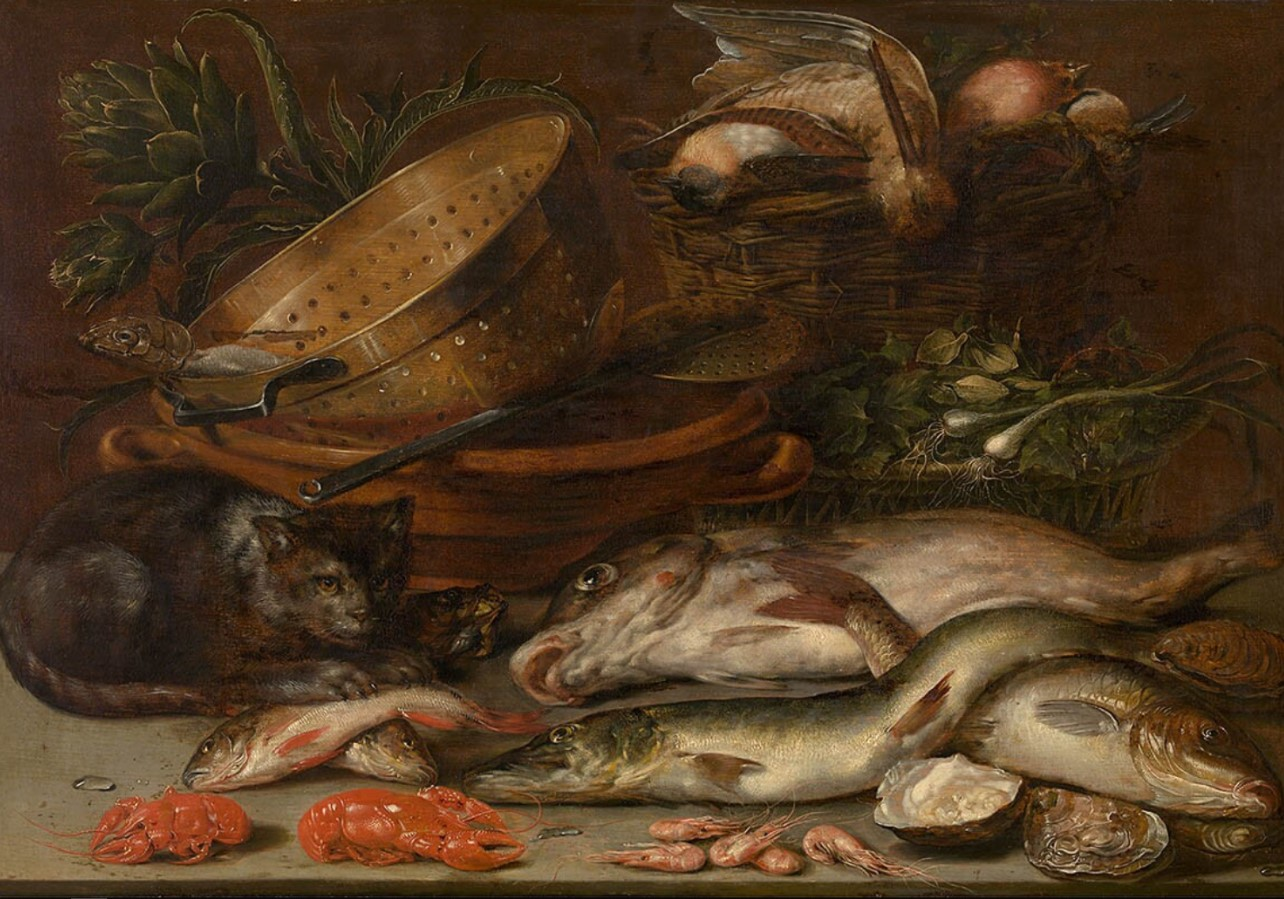
アレクサンドル・アドリアンセン 『鳥や猫が触っている魚』（17世紀前半）
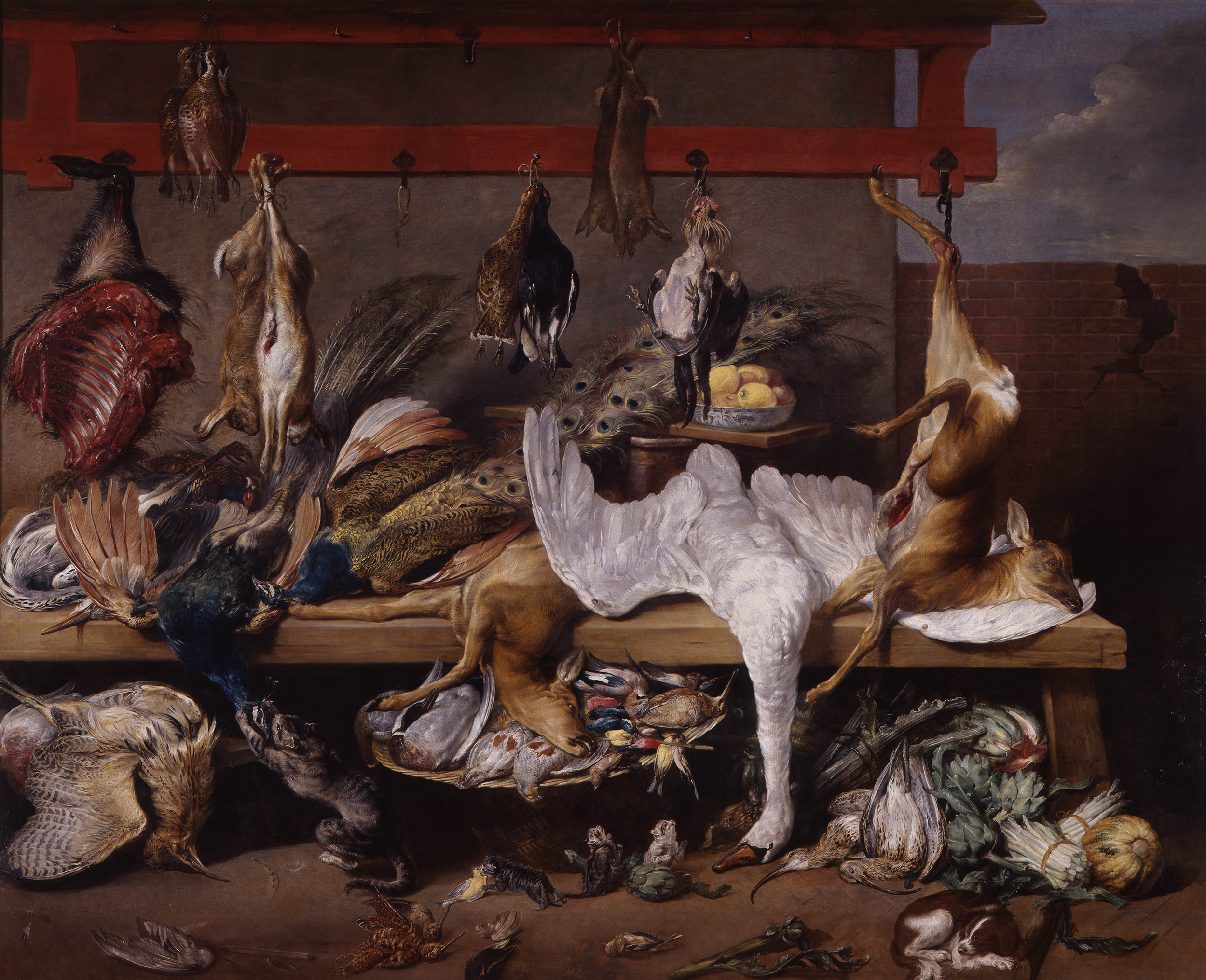
フランス・スナイデルス 『ジビエ肉のテーブル』（17世紀前半）
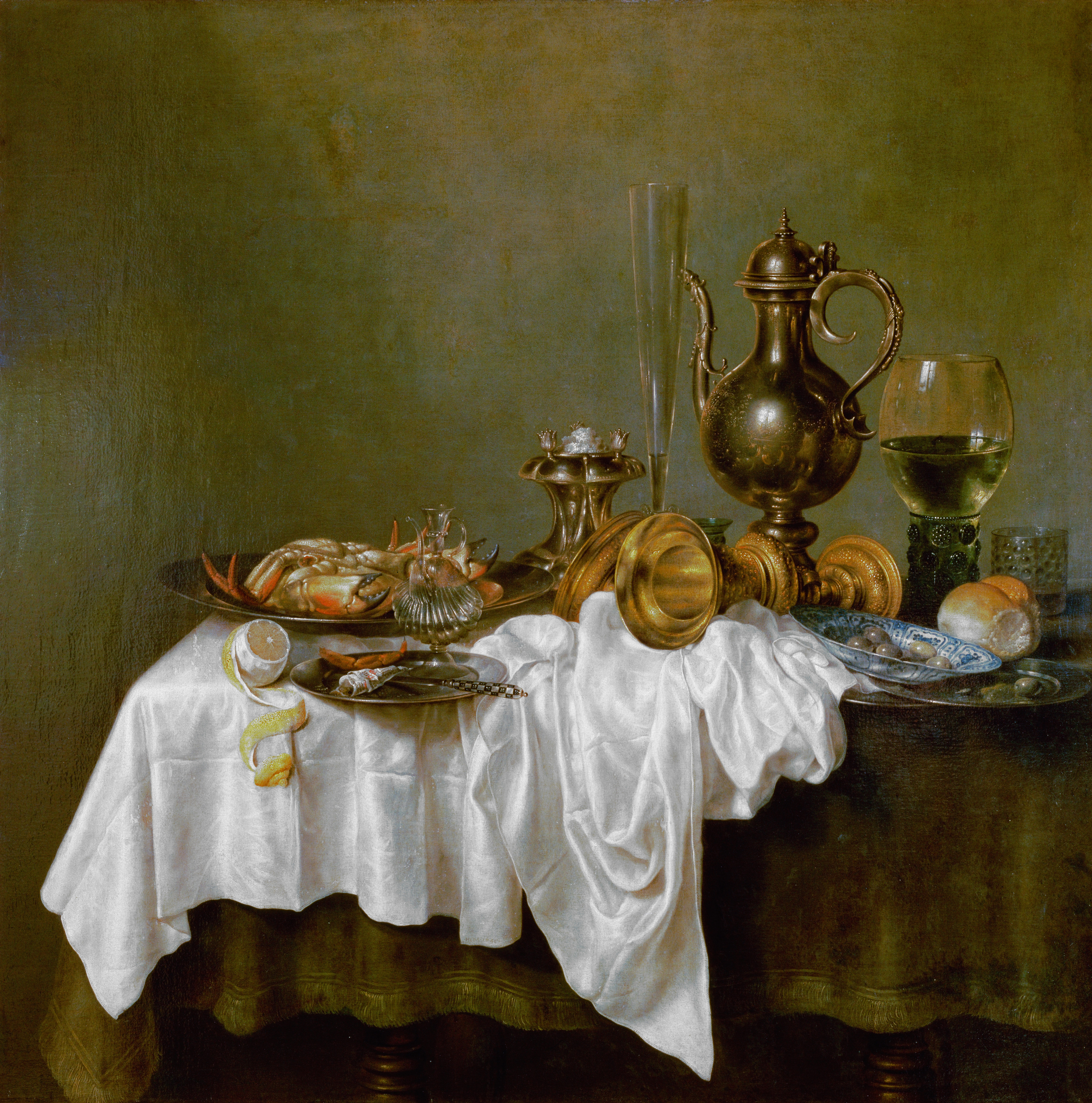
ウィレム・クラースゾーン・ヘーダ 『蟹のある朝食』（1648年頃）
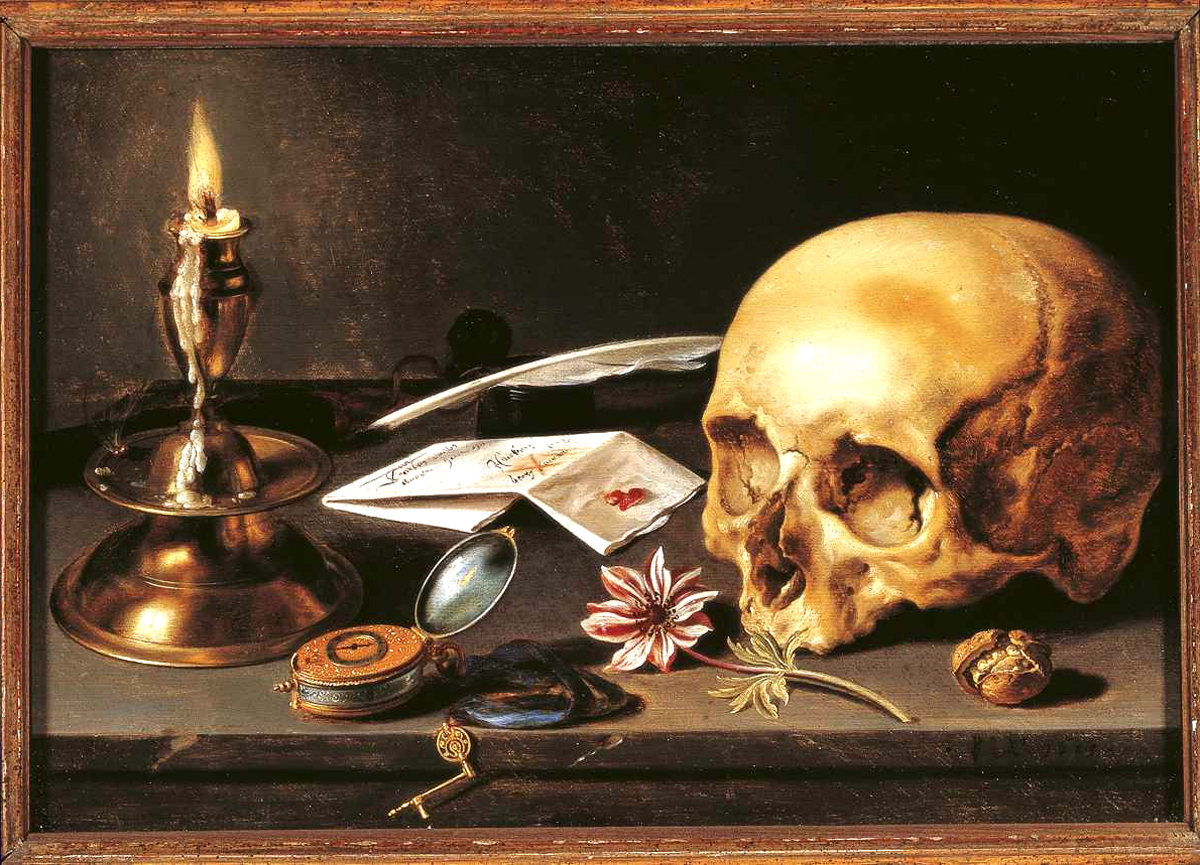
ピーテル・クラースゾーン 『ヴァニタス』（1625年）
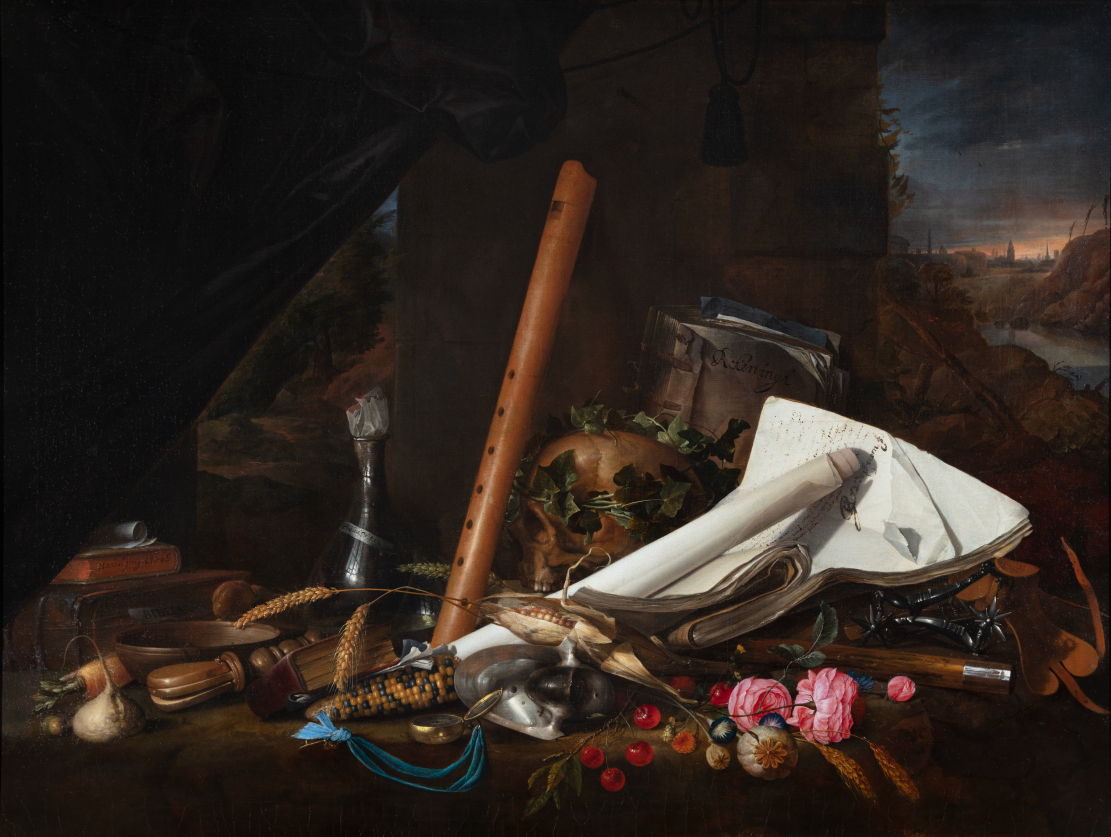
ヤン・ダーフィッツゾーン・デ・ヘーム 『本、果物、フルートのあるヴァニタス静物画』（17世紀）
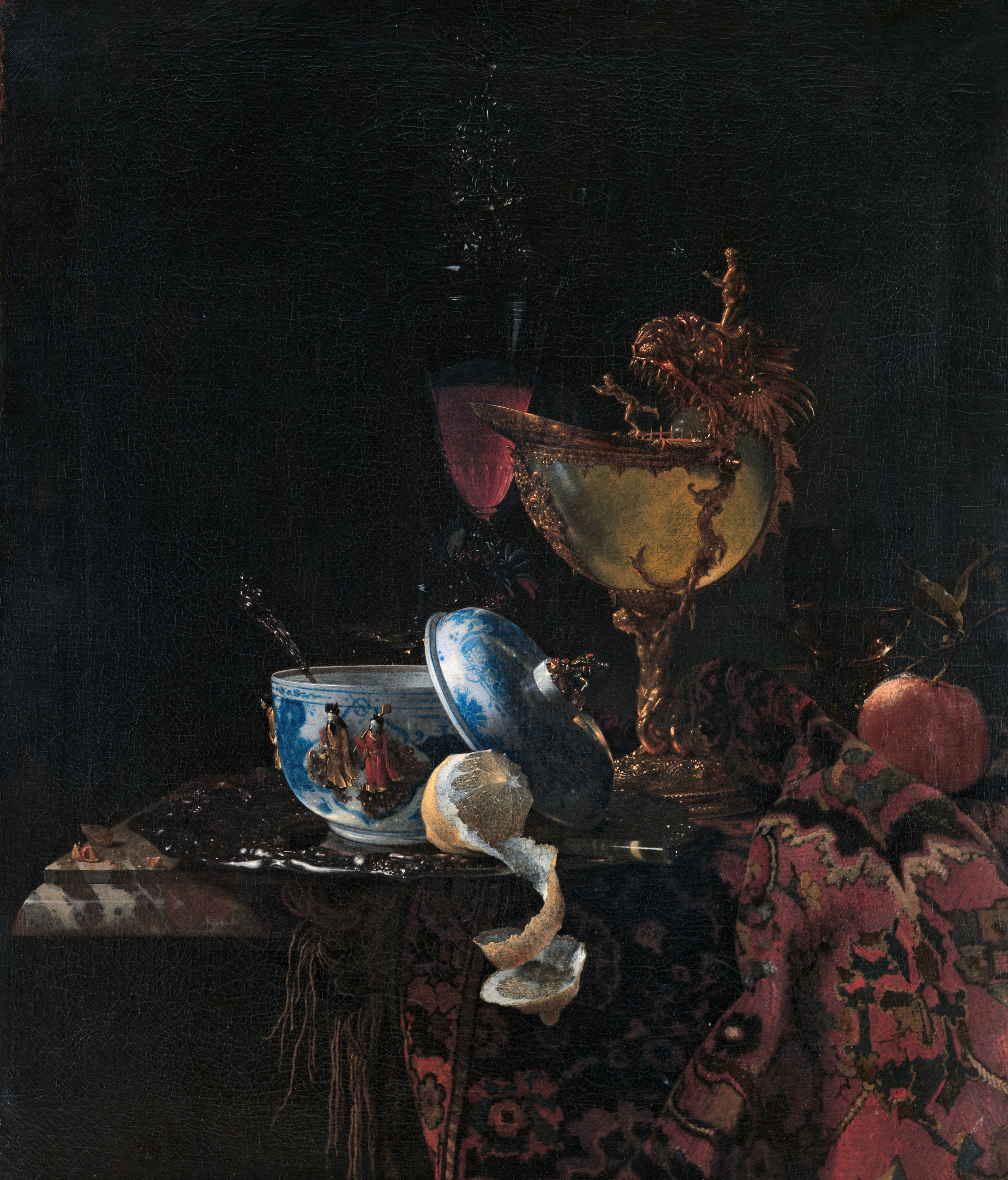
ウィレム・カルフ 『陶器とノーティラスカップ』（1662年）
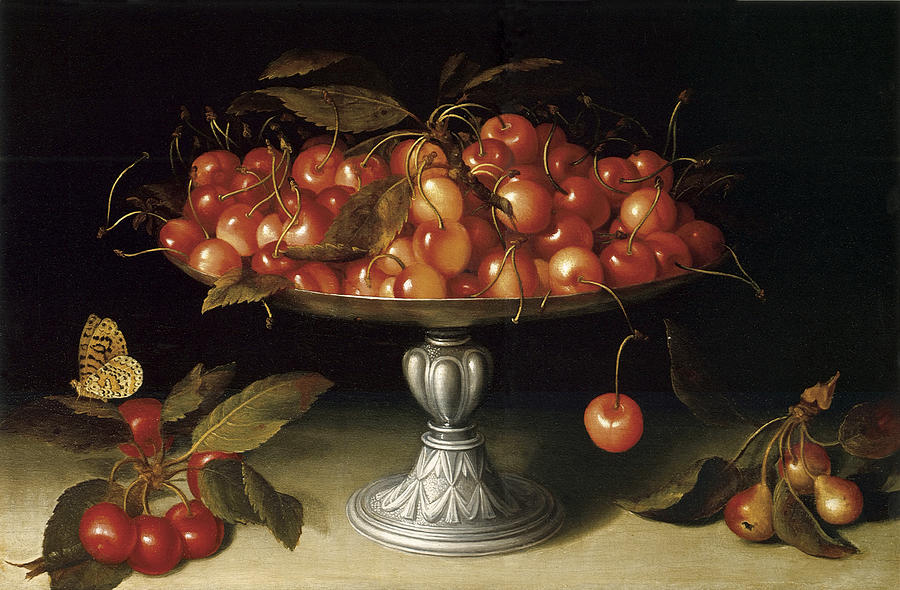
フェーデ・ガリツィア 『銀器とサクランボ』（17世紀前半）
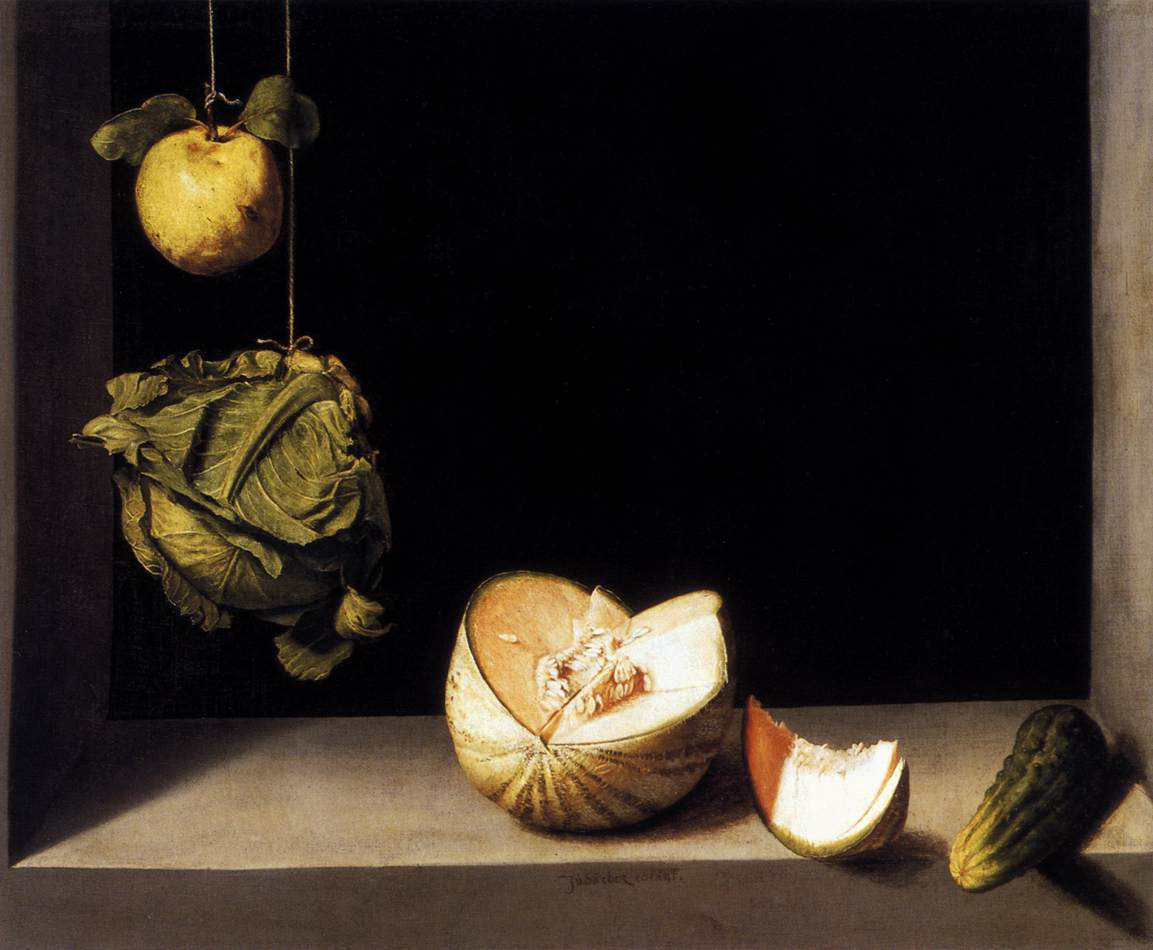
フアン・サンチェス・コターン 『マルメロの実、キャベツ、メロン、胡瓜』（1602年）
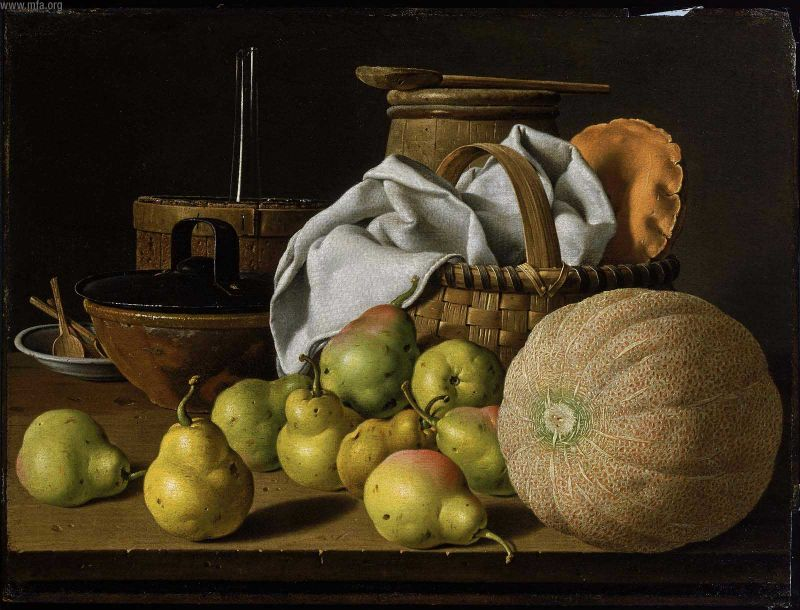
ルイス・メレンデス 『メロンと洋ナシのある静物』（18世紀）
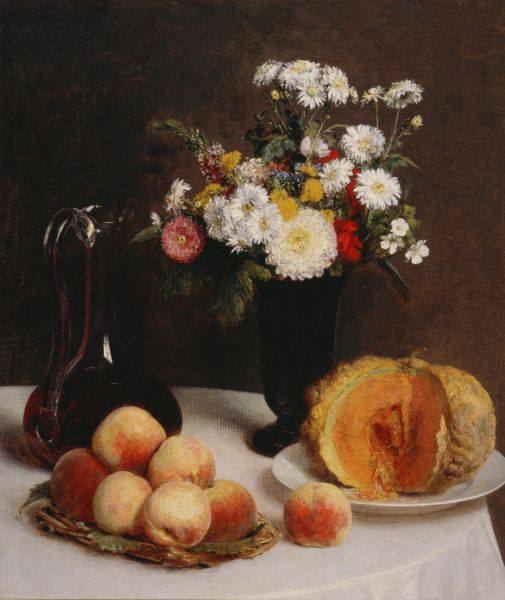
アンリ・ファンタン＝ラトゥール 『カラフ、花、果物のある静物画』（1865年）
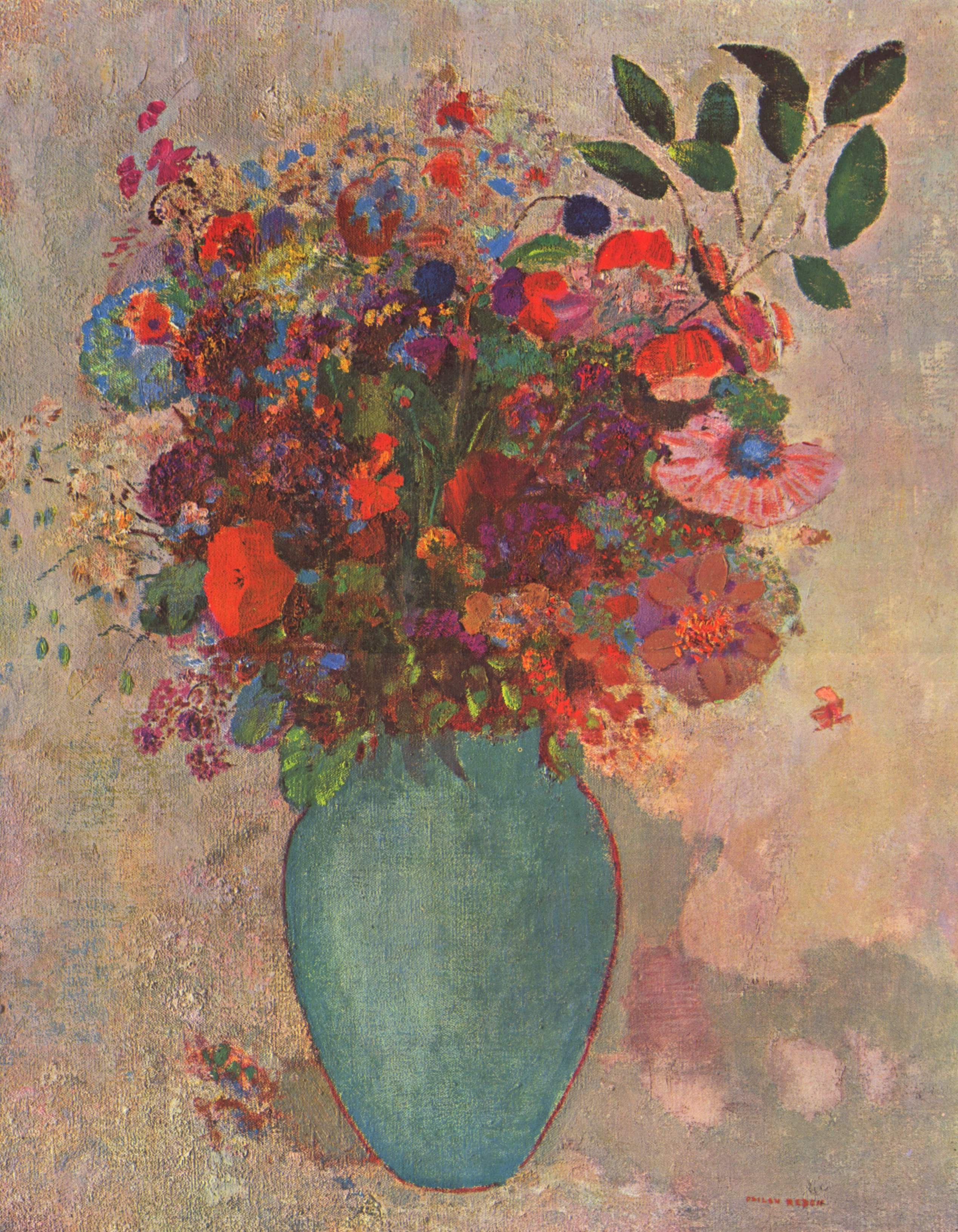
オディロン・ルドン 『トルコ石色の花瓶の花』（1911年頃）
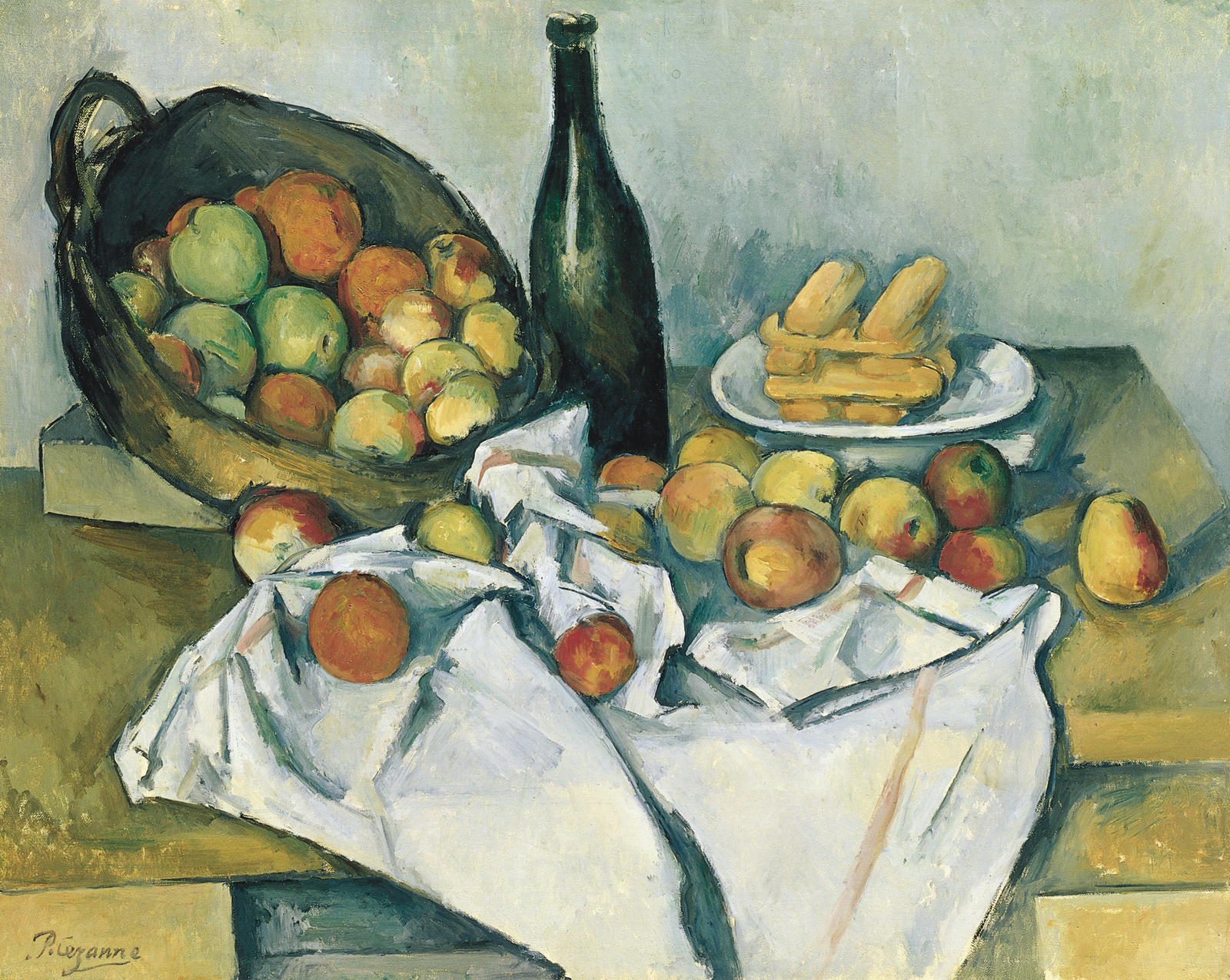
ポール・セザンヌ 『リンゴの籠のある静物』（1890年代）
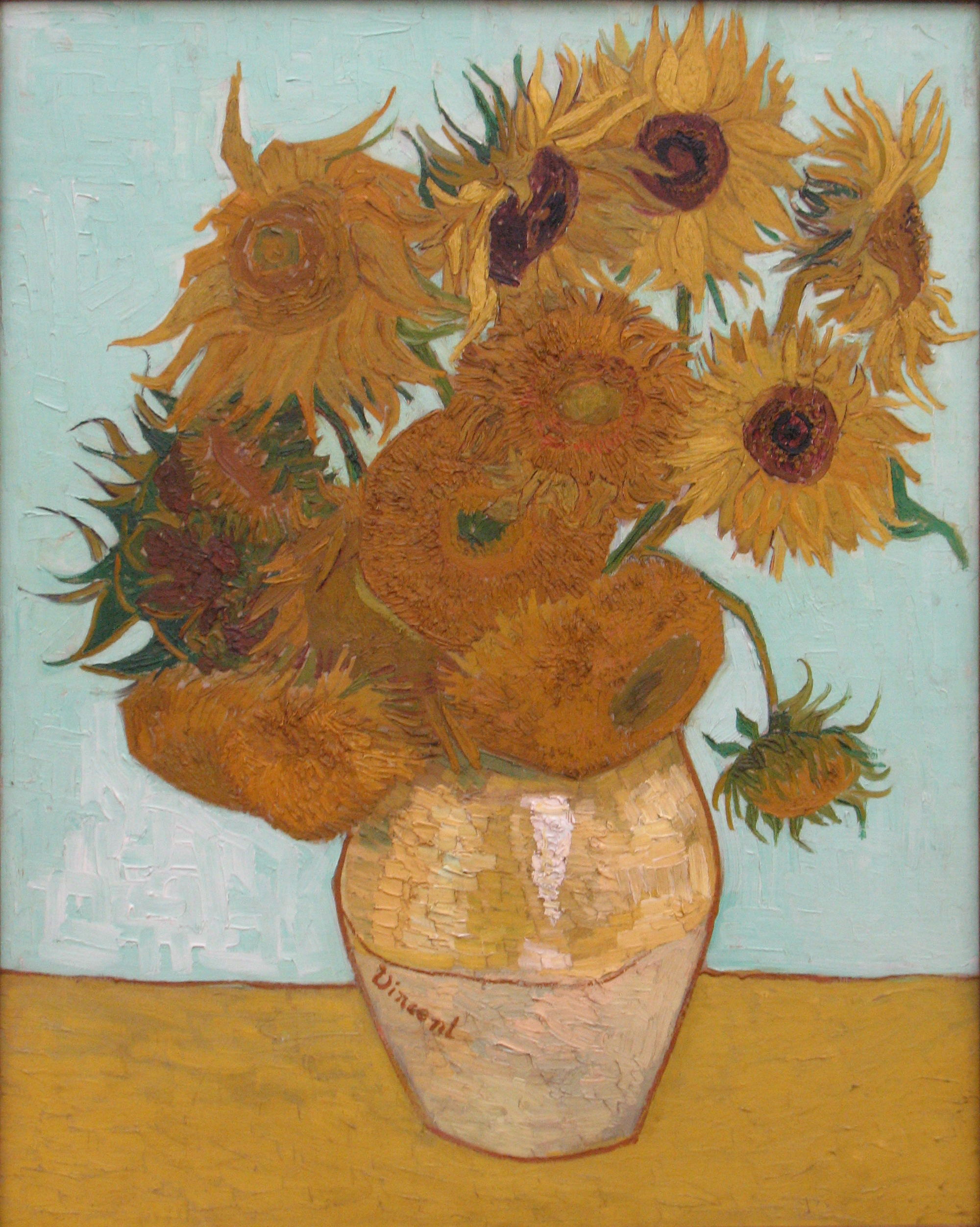
フィンセント・ファン・ゴッホ 『静物画』（1888年）